# Fjodor Vasziljevics Kudrjasov
Fjodor Vasziljevics Kudrjasov (oroszul: Фёдор Васильевич Кудряшов; Mamakan, 1987. április 5.) orosz válogatott labdarúgó, aki jelenleg a török Antalyaspor játékosa.
Bekerült a hazai rendezésű 2017-es konföderációs kupán és a 2018-as labdarúgó-világbajnokságon részt vevő orosz keretbe.

## Statisztika
| Válogatott  | Szezon   | Mérkőzés | Gól |
| ----------- | -------- | -------- | --- |
| Oroszország | 2016     | 4        | 0   |
| Oroszország | 2017     | 11       | 0   |
| Oroszország | 2018     | 11       | 0   |
| Oroszország | 2019     | 9        | 1   |
| Oroszország | 2020     | 6        | 0   |
| Összesen    | Összesen | 41       | 1   |